# Трестина (Перуђа)
Трестина је насеље у Италији у округу Перуђа, региону Умбрија.
Према процени из 2011. у насељу је живело 1806 становника. Насеље се налази на надморској висини од 262 м.